# East of the Sun (and West of the Moon)
East of the Sun (and West of the Moon) (in inglese: Ad est del sole (e ad ovest della Luna)) è una canzone popolare, in seguito divenuto uno standard jazz, composta da Brooks Bowman, uno studente dell'Università di Princeton nel 1934 ed incisa per la prima volta da Hal Kemp per la Brunswick Records il 1 ° dicembre 1934.